# 姚靖
姚靖（?—?），南安郡赤亭县（今甘肅省隴西縣西）羌人。十六國後秦宗室，將領。後趙末年羌酋姚弋仲子，後秦開國君主姚萇的弟弟。
姚苌以姚靖为征南将军。389年（东晋太元十四年、前秦太初四年、后秦建初四年），姚苌击败皇帝苻登，杀死苻登毛皇后，派遣姚硕德镇守安定，并把安定居民一千余家迁到阴密，又派姚靖到阴密镇守。后来封征虏将军姚绪为晋王，征西将军姚硕德为陇西王，征南将军姚靖等及功臣尹纬、齐难、杨佛嵩等全部封为公侯。